# Alice Practice
Alice Practice — дебютный мини-альбом канадской группы Crystal Castles, выпущенный на лейбле Merok Records 9 июля 2006 года.

## Об альбоме
Заглавный трек, «Alice Practice», был заявлен как саундчек, тайно записанный звукорежиссёром, прежде чем группа приступила к сессии записи пяти песен в 2005 году. С тех пор эта история была опровергнута солисткой Элис Гласс, которая утверждала, что это неправда и что продюсер и звукорежиссёр Итан Кэт выдумал историю, чтобы свести к минимуму её вклад в группу.
Релиз был ограничен 500 копиями на семидюймовом виниле и был распродан за три дня.
Crystal Castles позже исполнили «Alice Practice» в эпизоде британского телесериала Skins. После того, как он был показан на шоу, спрос на EP Alice Practice быстро рос.

## Отзывы критиков
В британском электронном журнале Drowned in Sound альбом удостоился высокой оценки — 9 из 10. Джон Брейнлав отметил, что мини-альбом «отлично передаёт яростную энергию группы», а заглавная композиция сочетает электропоп, пульсирующие и зловещие ритмы, а также визгливый неразборчивый вокал.
В октябре 2011 года NME поставил заглавную композицию на 29-е месте в списке «150 лучших треков за последние 15 лет».

## Список композиций
| №  | Название          | Длительность |
| -- | ----------------- | ------------ |
| 1. | «Alice Practice»  | 2:44         |
| 2. | «Dolls»           | 1:30         |
| 3. | «Air War»         | 3:44         |
| 4. | «Love And Caring» | 2:18         |